# ويليام ماكننيس
ويليام ماكننيس (بالإنجليزية: William McInnes)‏ هو ممثل أسترالي، ولد في 10 سبتمبر 1964 في Redcliffe, Queensland ‏ في أستراليا.

## وصلات خارجية
- ويليام ماكننيس على موقع IMDb (الإنجليزية)
- ويليام ماكننيس على موقع ألو سيني (الفرنسية)
- ويليام ماكننيس على موقع أول موفي (الإنجليزية)
- ويليام ماكننيس على موقع قاعدة بيانات الأفلام السويدية (السويدية)
- ويليام ماكننيس على موقع قاعدة بيانات الفيلم (الإنجليزية)